# Laubach, Bas-Rhin

Laubach este o comună în departamentul Bas-Rhin, Franța. În 1 ianuarie 2022 avea o populație de 313 de locuitori.